# César Rodríguez Martínez
César Rodríguez Martínez (Barcelona, Cataluña, España, 1 de marzo de 1994) conocido deportivamente como César Rodríguez, es un futbolista español que juega como lateral izquierdo. Actualmente forma parte de la Unió Esportiva Sant Julià  de Primera División de Andorra.

## Trayectoria deportiva
Los comienzos de César en el balompié fueron a temprana edad en la escuela del Fútbol Club Barcelona donde permaneció por varias campañas. Más tarde entró en las categorías inferiores del Girona Fútbol Club hasta llegar al combinado U19 de División de Honor Juvenil de España. Su último año formativo fue en el primer combinado juvenil del Córdoba CF en la misma categoría nacional.
Al comienzo de la temporada 2013/2014, su primera como sénior, ficha en primera instancia por el Club de Fútbol Montañesa del grupo quinto de Tercera División de España para en el mercado de invierno de ese año partir al Club Deportivo Puerta Bonita donde estuvo por dos años, para competir en el grupo segundo de Segunda División B de España debutando en el partido correspondiente a la jornada 33 del campeonato en el encuentro ante el Club Deportivo Tudelano.
En 2015 permanece por un año en el Club Unión Collado Villalba de Tercera División de España. Para el curso 2016/2017 firma por la Associació Esportiva Prat del grupo tercero de Segunda División B de España siendo en enero de esa campaña cuando pasa a las filas del CD Eldense para competir de nuevo en Segunda División B de España, debutando con el club de Alicante en el partido correspondiente a la jornada 23 del campeonato en el empate 2-2 ante el Club Deportivo Ebro.
En la recta final de la temporada 2017/2018 se incorpora a las filas del Centro Cultural y Deportivo Cerceda del grupo primero de Segunda División B de España. Fue en el inicio del curso 2018/2019 cuando ficha por el Novelda Club de Fútbol en Tercera División de España debutando en la primera jornada de liga en el empate a dos contra Vilamarxant CF y en enero se marcha al Fútbol Club Jove Español San Vicente del mismo grupo con el que acaba quinto clasificado.
En el mercado invernal de la temporada 2019/2020 se une a las filas del CD Alfaro de Tercera División de España y a principio de la campaña 2020/2021 ficha por el Almagro Club de Fútbol para en enero pasar a formar parte del Manzanares Club de Fútbol de la misma categoría nacional hasta finalizar la temporada.
Para la temporada 2021/2022 firma contrato con la Unió Esportiva Sant Julià  de la Primera División de Andorra haciendo su debut profesional en el encuentro correspondiente a la cuarta jornada de liga en la victoria por 2-0 ante CE Carroi. Ese año finalizan como terceros clasificados de la competición y se proclaman subcampeones de la Supercopa de Andorra además renueva su vinculación con el club de cara a la campaña 2022/2023.

## Carrera deportiva

### Clubes
| Club                | País    | Año               |
| ------------------- | ------- | ----------------- |
| Córdoba CF U19      | España  | 2012 - 2013       |
| CF Montañesa        | España  | 2013              |
| CD Puerta Bonita    | España  | 2014 - 2015       |
| CU Collado Villalba | España  | 2015 - 2016       |
| AE Prat             | España  | 2016              |
| CD Eldense          | España  | 2017              |
| CCD Cerceda         | España  | 2018              |
| Novelda CF          | España  | 2018              |
| FC Jové Español     | España  | 2019              |
| CD Alfaro           | España  | 2020              |
| Almagro CF          | España  | 2020              |
| Manzanares CF       | España  | 2021              |
| UE Sant Julià       | Andorra | 2021 – Actualidad |